# Adam Plutko
Adam Gregory Plutko (né le 3 octobre 1991 à Upland, Californie, États-Unis) est un lanceur droitier des Indians de Cleveland de la Ligue majeure de baseball.

## Carrière
Joueur à l'école secondaire de Glendora en Californie, Adam Plutko est choisi par les Astros de Houston au 6e tour de sélection du repêchage de 2010. Il ignore l'offre pour plutôt rejoindre les Bruins de l'université de Californie à Los Angeles. Il fait partie en 2013 de la première équipe des Bruins de UCLA à remporter les College World Series. Plutko, qui n'accorde à Mississippi State qu'un seul point en 6 manches lancées lors du premier match de la série finale, est nommé meilleur joueur de la compétition (Most Outstanding Player). 
Adam Plutko signe son premier contrat professionnel avec les Indians de Cleveland, qui le choisissent au 11e tour de sélection de la séance de repêchage de 2013
Lanceur partant dans les ligues mineures, où il évolue à partir de 2014, Plutko fait deux présences en relève pour Cleveland à la fin de la saison 2016, jouant son premier match dans le baseball majeur le 24 septembre 2016.